# Phytoecia vaulogeri
Phytoecia vaulogeri är en skalbaggsart som beskrevs av Maurice Pic 1892. Phytoecia vaulogeri ingår i släktet Phytoecia och familjen långhorningar. Inga underarter finns listade i Catalogue of Life.